# Shijō saikyō no deshi Ken’ichi
Shijō saikyō no deshi Ken’ichi (jap. 史上最強の弟子ケンイチ) – manga autorstwa Shuna Matsueny, wydana w latach 2002–2014. Anime pojawiało się w japońskiej telewizji na kanale TV Tokyo od 7 października 2006 do 29 września 2007 roku. 

## Fabuła
Historia opowiada o przeciętnym piętnastolatku – Ken’ichim Shirahamie – który, uważany za najsłabszego, chce stać się najsilniejszym w historii. Dla wszystkich był pośmiewiskiem, aż do czasu kiedy spotkał Miu Fūrinji – piękną, młodą i silną dziewczynę. Ona zaprasza młodzieńca do Ryōzanpaku – dojo, w którym Ken’ichi, wśród najlepszych mistrzów, ma szansę spełnić swoje marzenia. Trening nie będzie prosty. Nauczyciele zawsze będą uświadamiać chłopakowi, że nic nie osiąga, w celu motywacji do dalszej pracy. W ciągu całej serii Ken’ichi natknie się na wielu, coraz silniejszych członków gangu Ragnarok.

## Bohaterowie
- Ken’ichi Shirahama – uczeń jednego z najsilniejszych dojo w historii – główny bohater serii.
- Miu Fūrinji – koleżanka, a obecnie ukochana głównego bohatera. Hojnie obdarzona przez naturę wyglądem. Jest wnuczką Eldera.